# Filmstudio
Med filmstudio avses i regel en filmklubb för medlemmar, till exempel en av de knappt etthundra klubbar som ingår i Sveriges Förenade Filmstudios.
En filmstudio kan också vara en specialanpassad lokal för filminspelningar. Ibland kan en filmstudio bestå av flera inspelningsbyggnader och även färdiga utomhusscenerier.
När man på amerikansk-engelska talar om "film studio", avser man dock ofta ett filmbolag, medan en produktionsmiljö för filminspelning kallas "sound stage".